# Corymbia torelliana

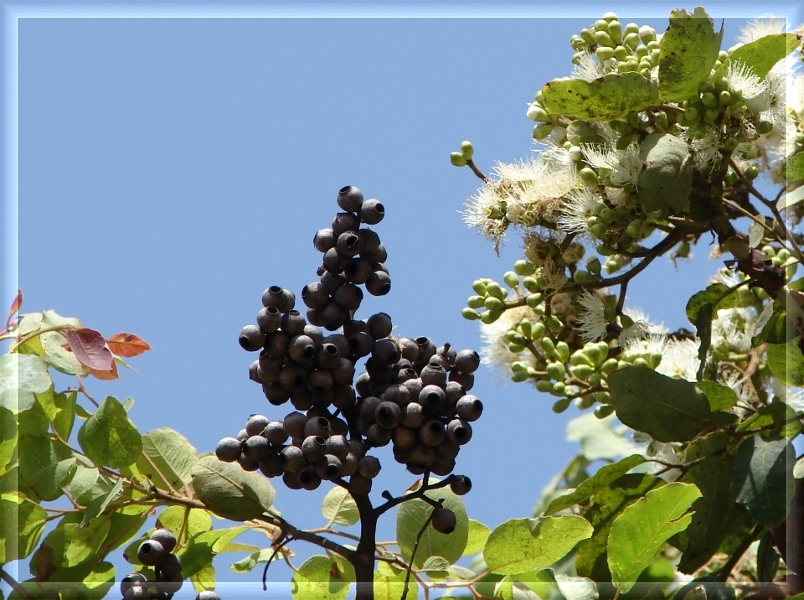
Laubblätter, Blütenstände und Früchte

Corymbia torelliana ist eine Pflanzenart innerhalb der Familie der Myrtengewächse (Myrtaceae). Sie kommt an der Ostküste von Queensland sowie an der Südostküste von Papua-Neuguinea vor und wird dort „Cadaghi“ oder „Cadaga“ genannt.

## Beschreibung

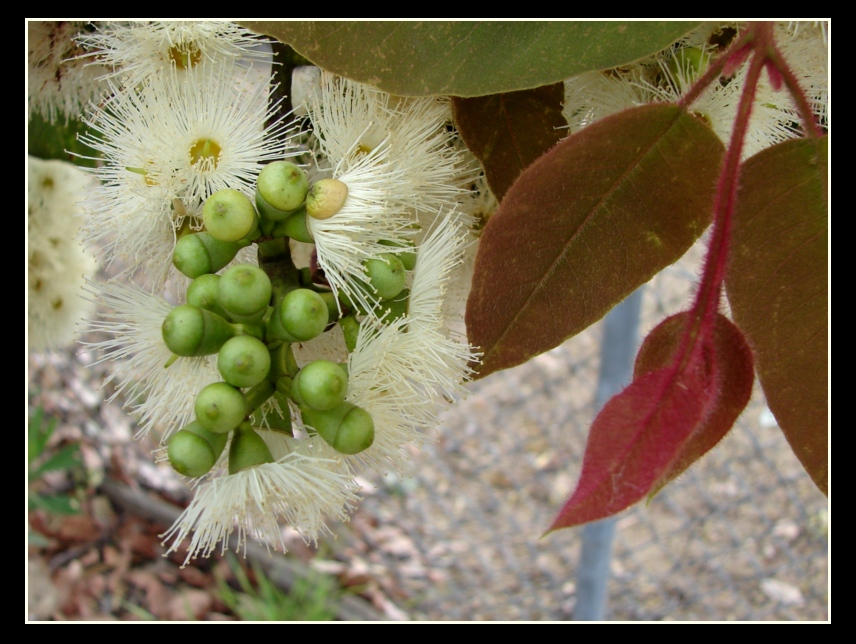
Blütenstand mit geöffneten Blüten und Blütenknospen

### Erscheinungsbild und Blatt
Corymbia torelliana wächst als Baum, der Wuchshöhen bis über 30 Meter erreicht. Die Borke verbleibt am unteren Teil des Stammes, ist am gesamten Baum glatt, schachbrettartig oder fasrig und matt oder glänzend grau. An den oberen Teilen des Baumes ist sie grau und grün und schält sich in kleinen, vieleckigen Flicken. Im Mark und in der Borke sind Öldrüsen vorhanden. Der Stammdurchmesser erreicht über 1 Meter.
Bei Corymbia torelliana liegt Heterophyllie vor. Die Laubblätter sind an jungen und mittelalten Exemplaren in Blattstiel und Blattspreite gegliedert. Die Blattspreite an jungen Exemplaren ist lanzettlich bis eiförmig und besitzt einfache Haare und steife Drüsenhaare. An mittelalten Exemplaren ist die Blattspreite lanzettlich bis elliptisch, gerade, ganzrandig und matt grün. Die Blattspreite an erwachsenen Exemplaren ist lanzettlich bis breit-lanzettlich, relativ dünn, gerade oder gebogen, mit sich verjüngender oder runder Spreitenbasis und spitzem oder bespitztem oberen Ende. Ihre Blattober- und -unterseite ist unterschiedlich matt grün. Die kaum erkennbaren Seitennerven gehen in geringen Abständen in einem stumpfen Winkel vom Mittelnerv ab. Auf jeder Blatthälfte gibt es einen ausgeprägten, durchgängigen, sogenannten Intramarginalnerv; er verläuft in geringem Abstand am Blattrand entlang. Die Keimblätter (Kotyledonen) sind fast kreisförmig.

### Blütenstand und Blüte
Endständig auf einem im Querschnitt stielrunden Blütenstandsschaft steht ein zusammengesetzter Blütenstand, der aus doldigen Teilblütenständen mit jeweils etwa drei bis sieben Blüten besteht. Der Blütenstiel ist im Querschnitt stielrund.
Die eiförmigen Blütenknospe ist nicht blau-grün bemehlt oder bereift. Die Kelchblätter bilden eine Calyptra, die früh abfällt. Die glatte Calyptra ist halbkugelig und so breit wie der glatte Blütenbecher (Hypanthium). Die Blüten sind weiß oder cremefarben.

### Frucht und Samen
Die sitzende Frucht ist kugelig bis urnenförmig und dreifächerig. Der Diskus ist eingedrückt, die Fruchtfächer sind eingeschlossen.
Der regelmäßige und abgeflachte, kniescheiben- oder eiförmige Samen besitzt eine netzartige, matte bis seidenmatte, rote oder rotbraune Samenschale. Das Hilum befindet sich am oberen Ende des Samens.

## Vorkommen
Das natürliche Verbreitungsgebiet von Corymbia torelliana ist die Ostküste von Queensland, besonders um die Städte Brisbane und Cairns, sowie die Küstenregion des südöstlichen Papua-Neuguinea.

## Taxonomie
Die Erstbeschreibung erfolgte 1877 durch Ferdinand von Mueller unter dem Namen (Basionym) Eucalyptus torelliana F.Muell. in Fragmenta Phytographiae Australiae, Volume 10 (87), S. 106. Das Typusmaterial weist die Beschriftung Prope portum Trinity Bay, Fitzalan auf. Die Neukombination zu Corymbia torelliana (F.Muell.) K.D.Hill & L.A.S.Johnson erfolgte 1995 unter dem Titel Systematic studies in the eucalypts. 7. A revision of the bloodwoods, genus Corymbia (Myrtaceae) in Telopea, Volume 6 (2–3), S. 385.
Hybriden von Corymbia torelliana × Corymbia henryi und von Corymbia torelliana × Corymbia tessellaris sind aus Queensland bekannt.